# Montgaillard-de-Salies
Montgaillard-de-Salies là một xã thuộc tỉnh Haute-Garonne trong vùng Occitanie tây nam nước Pháp. Xã này nằm ở khu vực có độ cao trung bình 315 mét trên mực nước biển..